# レザーフェイス (プロレスラー)

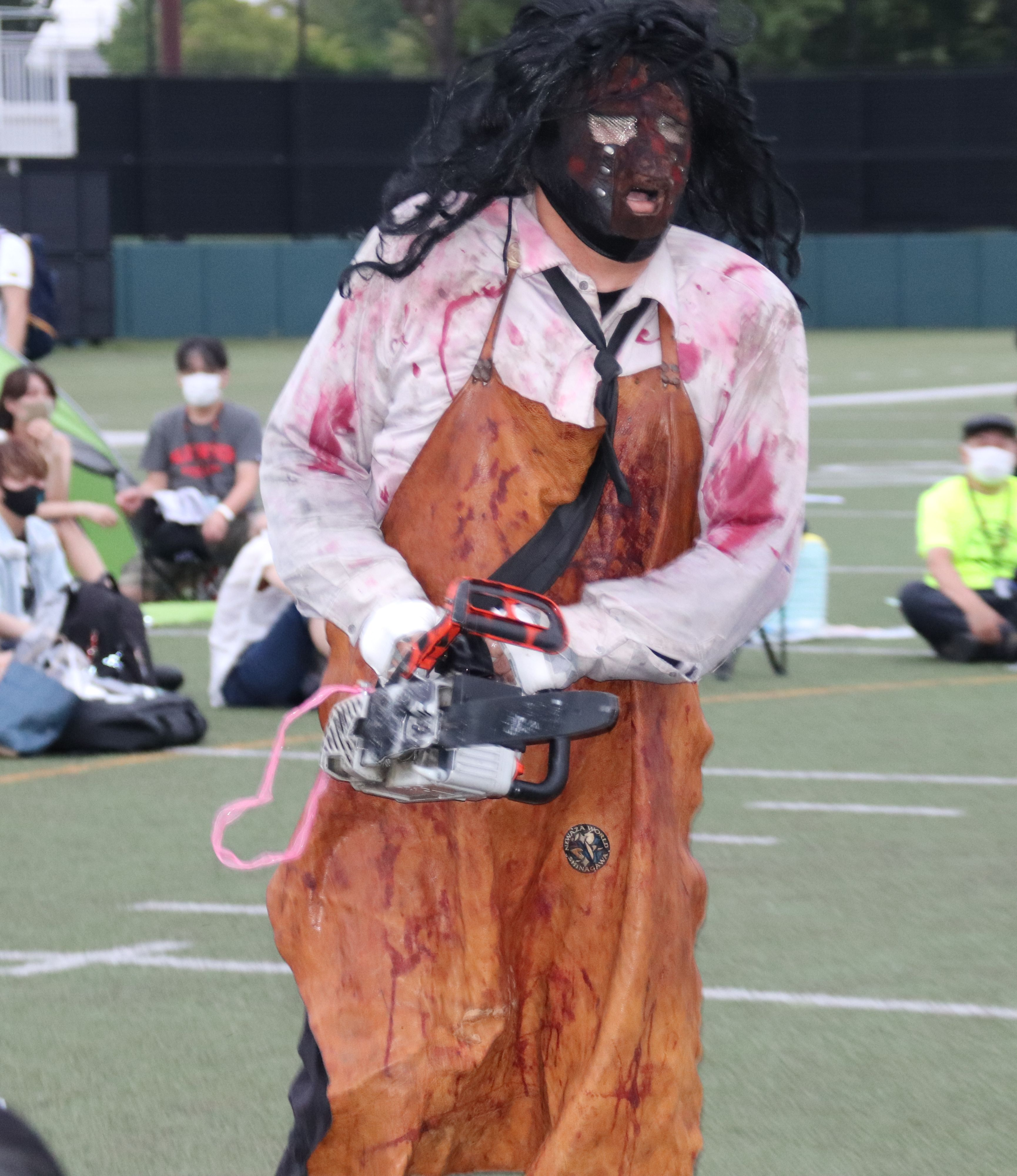
2022年版

レザーフェイス（Leatherface）は、覆面レスラーのリングネームである。
映画『悪魔のいけにえ』に登場する架空の殺人鬼「レザーフェイス」をモチーフとした悪役レスラー。映画同様のマスクを被り、劇中さながらにチェーンソーを振りかざして観客を追い回す入場パフォーマンスで知られる。
1. オリジナル版は1991年にテネシー州に現れ、1992年にW★INGプロモーションに来日。傷害事件を起こして欠場中に下記の二代目が出現したこともあり、復帰後の1995年からはリングネームを「スーパー・レザー」と改めFMWに参戦した。正体はマイク・カーシュナー。
2. オリジナル版の欠場中にW★INGプロモーションに登場し、後にIWA・JAPANに参戦した。正体はリック・パターソン。
3. 2014年頃から日本のZERO1や超戦闘プロレスFMWに参戦。超FMW参戦時は「モンスター・レザー」のリングネームで活動。正体は矢口壹琅。
4. この他、トニー・マイヤーズなどが扮して各団体の興行に参戦している。